# DREAM SHOOTER
『DREAM SHOOTER』（ドリーム・シューター）は、Sea☆Aの2枚目のシングル。2011年8月10日にGloryHeavenから発売された。

## 概要
記念すべきデビュー作となった本作はテレビ東京系「カードファイト!! ヴァンガード」及びBSジャパン「ヴァンガード 英語版」及びニコニコ生放送「電波研究社」エンディング・テーマ、テレビ東京「アニソンぷらす」オープニング・テーマ。初回盤は「Sea☆A Loves Japan & You Edition」として、表題曲のプロモーションビデオとメンバー全員による初の秋葉原散策をした映像を収録したDVD付きで、通常盤は「Normal Edition」としている。表題曲はデビュー曲にふさわしい、前向きで明るいキラキラPOPSに仕上がっている。
ランティスが担当した第2期（アジアサーキット編）までの「ヴァンガード」の主題歌で、メインレーベル以外でリリースされたのは本曲のみである。

## 収録曲

### CD
1. DREAM SHOOTER [5:30]
作詞：こだまさおり、作曲：三浦誠司、編曲：高田暁
2. Soda sound fountain [5:06]
作詞：畑亜貴、作曲・編曲：永井ルイ
3. DREAM SHOOTER (off vocal)
4. Soda sound fountain (off vocal)

### DVD（初回限定版のみ）
1. DREAM SHOOTER（Music Clip）
2. Sea☆Aの秋葉原1日遠足